# BH Air
 (juin 2016).
Si vous disposez d'ouvrages ou d'articles de référence ou si vous connaissez des sites web de qualité traitant du thème abordé ici, merci de compléter l'article en donnant les références utiles à sa vérifiabilité et en les liant à la section « Notes et références ».
 (février 2018).
Le contenu est difficilement compréhensible vu les erreurs de traduction, qui sont peut-être dues à l'utilisation d'un logiciel de traduction automatique.
Balkan Holidays Air (BH Air) (code IATA : 8H ; code OACI : BGH) est une compagnie charter bulgare fondée en 2001 dont le premier vol commercial se déroule le 1er janvier 2002.
Elle est créée à la suite de la faillite de la compagnie aérienne nationale bulgare : Balkan Bulgarian Airlines.

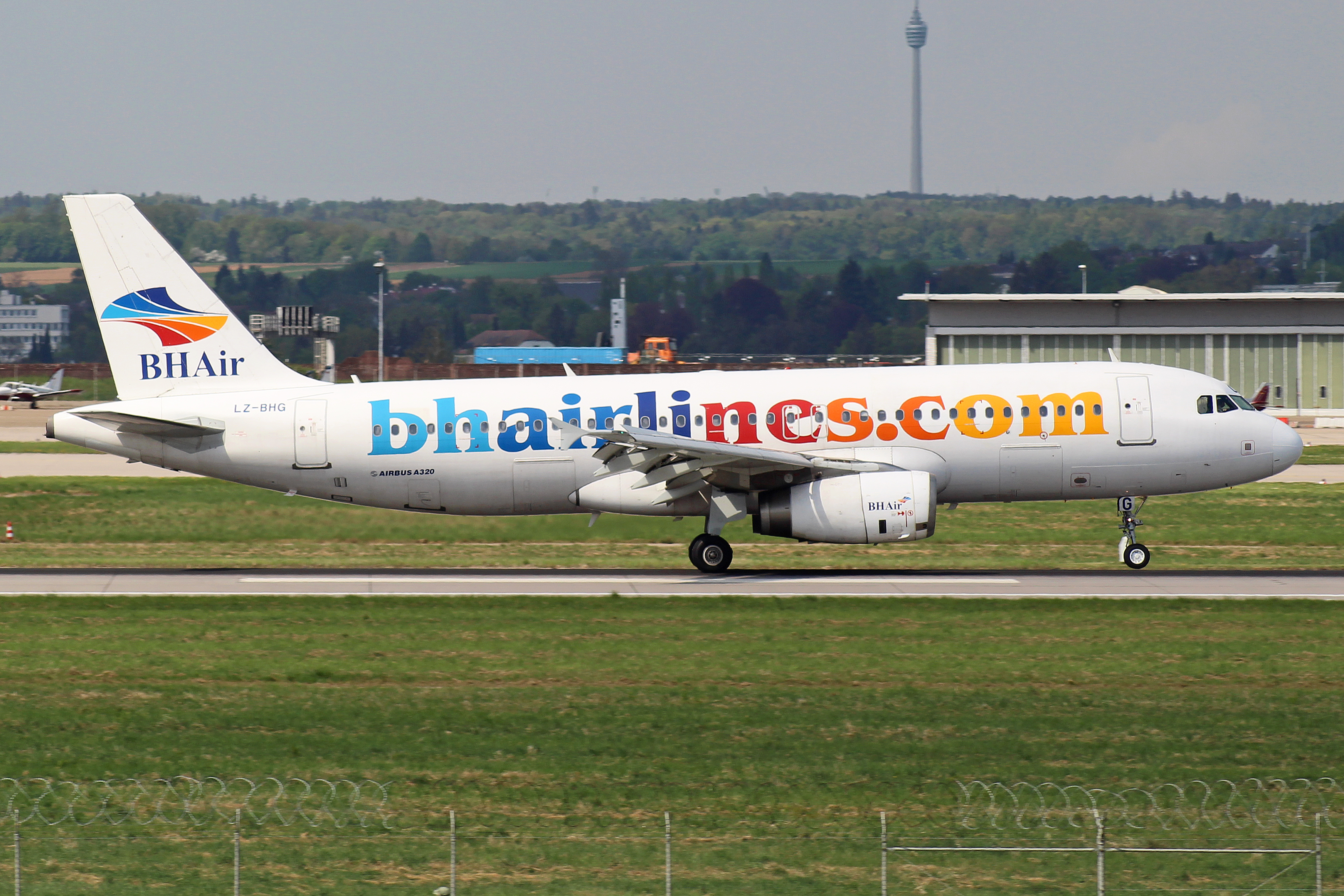
Un avion de la compagnie à STR

## Historique
La compagnie débute ses services avec un puis quatre Tupolev Tu-154M desservant les aéroports de Sofia, Plovdiv, Bourgas et Varna pour le compte du voyagiste britannique Balkan Holidays Ltd.
En 2003, elle met en service son premier Airbus A320. Elle louera ensuite trois A320 supplémentaires, portant ainsi sa flotte à huit appareils. Cette augmentation de la taille de sa flotte permet à la compagnie de réaliser des vols charters pour le compte de Kuoni, TUI ou d'autres petits voyagistes à partir de 2004. Durant cette année, la compagnie transporte environ 400 000 passagers.
En 2005, la compagnie met à disposition, pour deux ans, une partie de ses avions et leurs équipages (wet lease) à Virgin Atlantic, permettant ainsi à Virgin de lancer sa nouvelle compagnie nigériane : Virgin Nigeria. Elle conclut des accords similaires avec Air Arabia et Pacific Airlines.
En 2006, la compagnie cesse d'exploiter ses Tupolev Tu-154M, sa flotte ne comporte alors plus que quatre A320.
En 2007, à la fin de l'accord avec Virgin Atlantic et fort de l'expérience acquise durant cette période, la compagnie bulgare participe à la formation d'une nouvelle compagnie aérienne au Sri Lanka : Mihin Lanka.
Le 17 janvier 2013, la compagnie obtient du Department of Transportation (DoT) l'autorisation partielle de survoler et d'opérer dans l'espace aérien des États-Unis. Cela permet à la compagnie d'obtenir l'autorisation d'ouvrir deux routes au départ de Sofia vers New York (KJFK) et Chicago (KORD). Afin de desservir ces deux destinations, la compagnie reçoit un Airbus A330-223 (immatriculé LZ-AWA) en juin 2014. Cependant les vols inauguraux n'auront jamais lieu à la suite de retards dans les papiers administratifs concernant l'appareil et l'ouverture de ses routes. La compagnie n'a pas communiqué depuis sur l'ouverture ou non de ces deux routes. L'avion, quant à lui, continue de réaliser des vols charters en Europe.
La société a également exploité des vols privés d'affaires, notamment pour la First Investment Bank, avec un Gulfstream G550 et  un Gulfstream G200.
En avril 2015, BH Air comptait 320 employés dont 113 membres d'équipage et vingt pilotes[réf. nécessaire]. En mai, la compagnie annonce des vols à destination de la Malaisie.
Aujourd'hui[Quand ?], BH Air compte plus de 230 employés, dont plus de quarante pilotes et une centaine des membres d'équipage[réf. nécessaire].

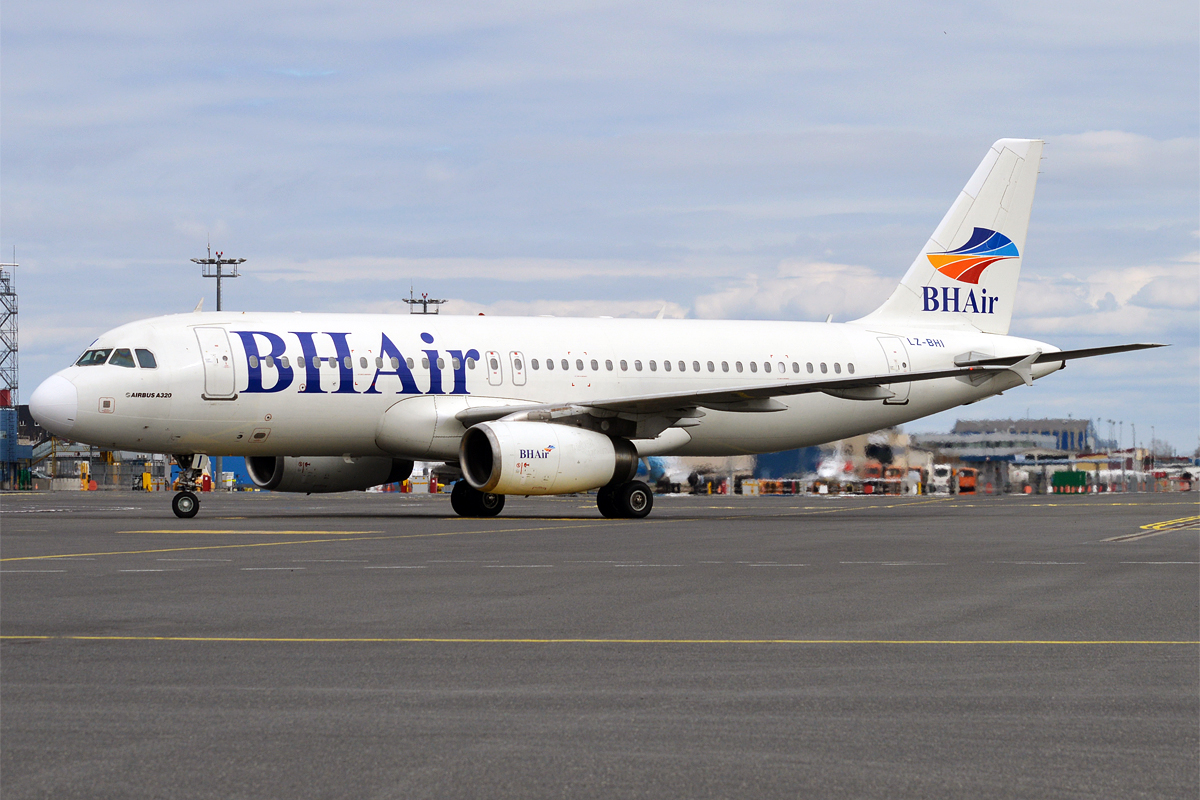
Airbus A320-232 avec la livrée actuelle

Au 22 avril 2019, la flotte est renforcée par l'ajout de trois Airbus A320-232.

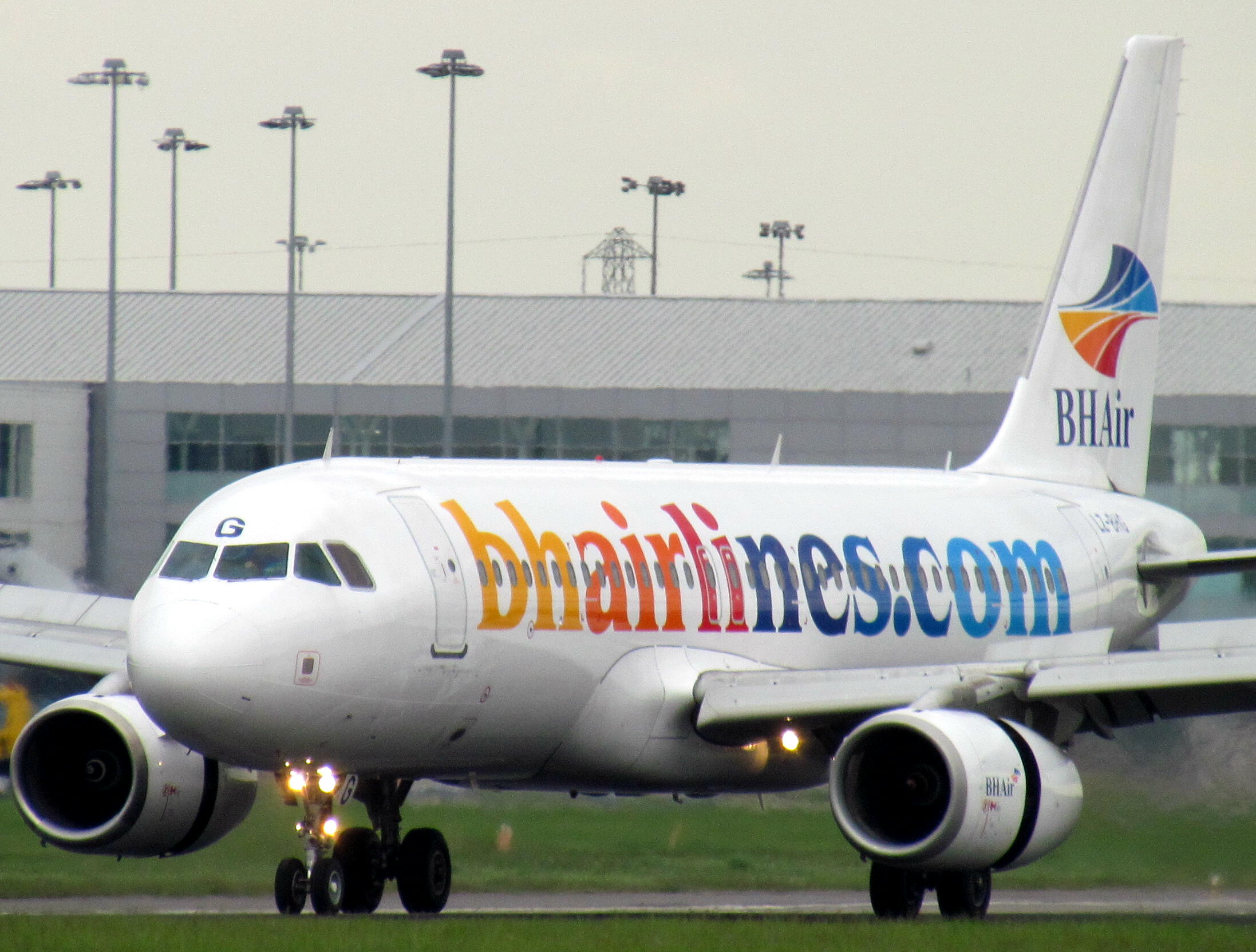
Airbus A320

## Flotte actuelle
En décembre 2020, la flotte de BH Air se compose de la manière suivante :

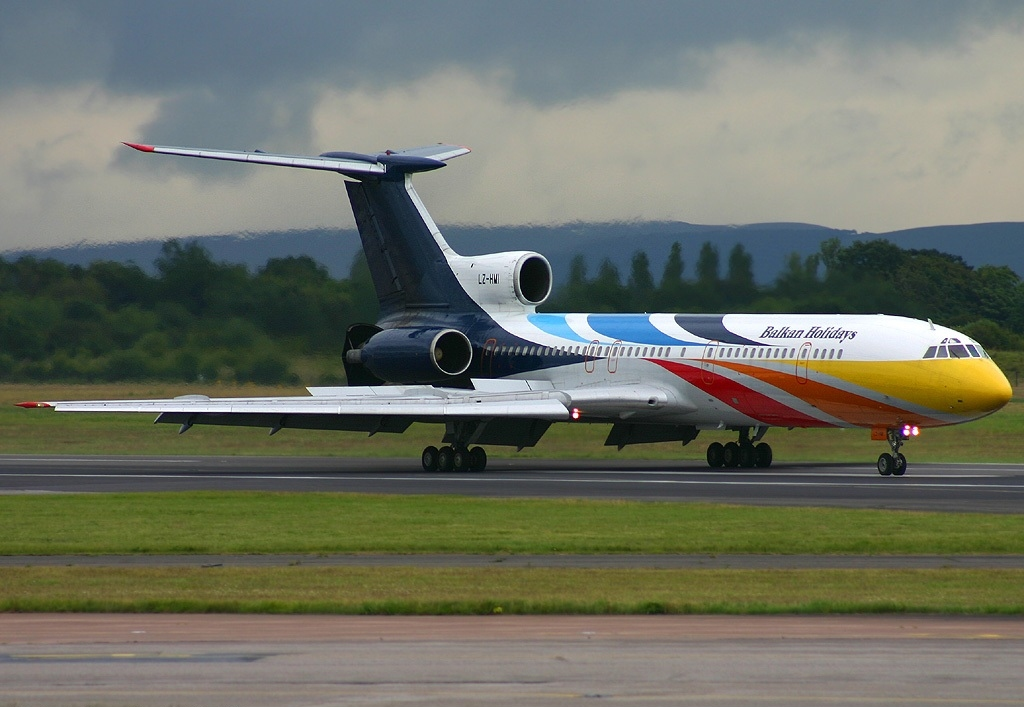
Tupolev Tu-154M, BH Air

## Flotte historique
Dans son histoire, la compagnie a opéré les types d'avions suivants :